# Heaven & Hell
Gli Heaven & Hell sono stati un gruppo musicale heavy metal fondato nel 2006 e formato da Tony Iommi, Geezer Butler, Ronnie James Dio e Bill Ward. La band è stata creata come tributo alla formazione dei Black Sabbath in cui era presente Ronnie James Dio e come dichiarato da Tony Iommi, decisero di adottare un nuovo nome per evitare che i fan si aspettasero le canzoni del periodo con Ozzy Osbourne. Il nome trae ispirazione dall'omonimo album dei Black Sabbath.

## Storia
Nel novembre 2006 Ward abbandonò il gruppo, sostituito da Vinny Appice. Questa è la seconda reunion di questa formazione dopo quella per l'album Dehumanizer. L'anno successivo il gruppo ha iniziato un tour mondiale nel 2007, nello stesso anno hanno partecipato al Gods of Metal come headliner.
La raccolta Black Sabbath: The Dio Years è stata pubblicata il 3 aprile ed ha raggiunto la 54ª posizione della Billboard. Poco dopo pubblicarono il cd/DVD live Live at Hammersmith Odeon, dato alle stampe il 1º maggio 2007, seguito da un altro album live, Heaven & Hell: Live from Radio City Music Hall, distribuito il 28 agosto 2007. In una recente intervista, Dio ha confermato alcune voci che giravano da tempo: dopo una piccola pausa dal tour, è uscito un nuovo album di materiale in studio, il seguito di Forbidden, risalente al 1995. L'album della band si chiama The Devil You Know ed è stato pubblicato il 28 aprile 2009 su Roadrunner Records.
Era prevista la pubblicazione di un nuovo album, a causa del peggioramento delle condizioni di Ronnie James Dio (affetto da un tumore allo stomaco), il progetto venne annullato. Il 16 maggio 2010 Dio muore, sancendo la fine del gruppo.
Il 24 luglio dello stesso anno, Iommi, Butler e Appice, con Jørn Lande e Glenn Hughes come cantanti ospiti, si esibiscono nell'ultimo concerto sotto il nome Heaven & Hell al High Voltage Festival. Il concerto è stato un concerto tributo per Ronnie James Dio.

## Formazione

### Ultima
- Ronnie James Dio – voce, tastiera (2006-2010)
- Tony Iommi – chitarra (2006-2010)
- Geezer Butler – basso (2006-2010)
- Vinny Appice – batteria (2006-2010)

### Turnisti
- Scott Warren – tastiera, chitarra (2007-2010)

## Discografia

### Album in studio
- 2009 - The Devil You Know

### Live
- 2007 - Live from Radio City Music Hall
- 2010 - Neon Nights: 30 Years of Heaven & Hell

### DVD
- 2007 - Live from Radio City Music Hall
- 2010 - Neon Nights: 30 Years of Heaven & Hell

## Tour
- 2007 - Heaven & Hell Tour 2007
- 2008 - The Metal Masters Tour 2008 con Judas Priest, Motörhead, Testament[4]
- 2010 - 2010 Fuck Cancer Tour!, tour annullato per la morte di Ronnie James Dio.